# Охо-Амарилло (Нью-Мексико)
Охо-Амарилло (англ. Ojo Amarillo) — переписна місцевість (CDP) в США, в окрузі Сан-Хуан штату Нью-Мексико. Населення — 696 осіб (2020).

## Географія
Охо-Амарилло розташоване за координатами 36°41′39″ пн. ш. 108°22′13″ зх. д. / 36.69417° пн. ш. 108.37028° зх. д. (36.694138, -108.370360).  За даними Бюро перепису населення США в 2010 році переписна місцевість мала площу 5,09 км², уся площа — суходіл.

## Демографія
Згідно з переписом 2010 року, у переписній місцевості мешкало 766 осіб у 173 домогосподарствах у складі 162 родин. Густота населення становила 151 особа/км².  Було 173 помешкання (34/км²).
Расовий склад населення:
| - 95,8 % — корінних американців - 0,7 % — білих |

До двох чи більше рас належало 3,3 %. Частка іспаномовних становила 4,3 % від усіх жителів.
За віковим діапазоном населення розподілялося таким чином: 42,0 % — особи молодші 18 років, 53,0 % — особи у віці 18—64 років, 5,0 % — особи у віці 65 років та старші. Медіана віку мешканця становила 22,3 року. На 100 осіб жіночої статі у переписній місцевості припадало 86,4 чоловіків;  на 100 жінок у віці від 18 років та старших — 78,3 чоловіків також старших 18 років.
Середній дохід на одне домашнє господарство  становив 36 328 доларів США (медіана — 21 364), а середній дохід на одну сім'ю — 38 805 доларів (медіана — 30 208). За межею бідності перебувало 46,1 % осіб, у тому числі 58,4 % дітей у віці до 18 років та 61,9 % осіб у віці 65 років та старших.
Цивільне працевлаштоване населення становило 188 осіб. Основні галузі зайнятості: освіта, охорона здоров'я та соціальна допомога — 25,5 %, роздрібна торгівля — 15,4 %, мистецтво, розваги та відпочинок — 12,8 %.